# 圆齿假瘤蕨
圆齿假瘤蕨（学名：Phymatopteris incisocrenata）为水龙骨科假瘤蕨属下的一个种。

## 扩展阅读
維基物種上的相關：圆齿假瘤蕨